# Acaena valida
Acaena valida é uma espécie de rosácea do gênero Acaena, pertencente à família Rosaceae.